# 内藤伝右衛門
内藤 伝右衛門（ないとう でんえもん、1844年3月2日（天保15年1月14日）- 1906年（明治39年）11月18日）は、日本の実業家。峡中新聞（現在の山梨日日新聞）創業者。

## 人物
山梨県東山梨郡八幡北村（現山梨市）出身。幼名・猪之甫。実父は手塚仙一。養父は甲府で商家「藤屋」を営んでいた初代内藤伝右衛門、養母は女子教育の先駆者の内藤萬春。
10代半ばに初代伝右衛門が他界し家業を継ぎ2代目伝右衛門を襲名した。1862年（慶応2年）平田国学（篤胤）の殿堂気吹堂に入門する。1872年（明治5年）7月1日、 県令土肥実匡の指示、篤胤門下で初代中巨摩郡長の三枝七内の資金援助により峡中新聞（山梨日日新聞）を創刊した。